# قائمة أنواع نبات النعمة
يوجد عدة أنواع من جنس النغمة:

## أنواع مؤكدة
- نعمة أليفة الغرانيت (الاسم العلمي:Gratiola graniticola)
- نعمة بوغوتية (الاسم العلمي:Gratiola bogotensis)
- نعمة بيروية (الاسم العلمي:Gratiola peruviana)
- نعمة ذهبية (الاسم العلمي:Gratiola aurea)
- نعمة زغباء (الاسم العلمي:Gratiola pubescens)
- نعمة شعثاء (الاسم العلمي:Gratiola pilosa)
- نعمة صغيرة (الاسم العلمي:Gratiola nana)
- نعمة صفراء (الاسم العلمي:Gratiola flava)
- نعمة فلوريدية (الاسم العلمي:Gratiola floridana)
- نعمة فيرجينية (الاسم العلمي:Gratiola virginiana)
- نعمة قزمية (الاسم العلمي:Gratiola pumilo)
- نعمة قصيرة الأوراق (الاسم العلمي:Gratiola brevifolia)
- نعمة كتانية الأوراق (الاسم العلمي:Gratiola linifolia)
- نعمة لاقنابية (الاسم العلمي:Gratiola ebracteata)
- نعمة متدلية (الاسم العلمي:Gratiola pedunculata)
- نعمة متفرعة (الاسم العلمي:Gratiola ramosa)
- نعمة مخزنية (الاسم العلمي:Gratiola officinalis)
- نعمة مهملة (الاسم العلمي:Gratiola neglecta)
- نعمة موريتانية (الاسم العلمي:Gratiola mauretanica)
- نعمة هلباء (الاسم العلمي:Gratiola hispida)
- نعمة يابانية (الاسم العلمي:Gratiola japonica)
- (الاسم العلمي:Gratiola amphiantha)
- (الاسم العلمي:Gratiola griffithii)
- (الاسم العلمي:Gratiola heterosepala)
- (الاسم العلمي:Gratiola oresbia)
- (الاسم العلمي:Gratiola quartermaniae)
- (الاسم العلمي:Gratiola sexdendata)
- (الاسم العلمي:Gratiola viscidula)

## أنواع غير مؤكدة
- نعمة إبطية (الاسم العلمي:Gratiola axillaris)
- نعمة أوروغوانية (الاسم العلمي:Gratiola uruguayensis)
- نعمة بنفسجية (الاسم العلمي:Gratiola violacea)
- نعمة جميلة (الاسم العلمي:Gratiola adenocaula)
- نعمة زاحفة (الاسم العلمي:Gratiola reptans)
- نعمة صلبة (الاسم العلمي:Gratiola rigida)
- نعمة عطرية (الاسم العلمي:Gratiola aromatica)
- نعمة لزجة (الاسم العلمي:Gratiola viscosa)
- نعمة مخططة (الاسم العلمي:Gratiola stricta)
- (الاسم العلمي:Gratiola attenuata)
- (الاسم العلمي:Gratiola chamaedrifolia)
- (الاسم العلمي:Gratiola chamaedrys)
- (الاسم العلمي:Gratiola dilatata)
- (الاسم العلمي:Gratiola domingensis)
- (الاسم العلمي:Gratiola georgiana)
- (الاسم العلمي:Gratiola glandulifera)
- (الاسم العلمي:Gratiola goodenifolia)
- (الاسم العلمي:Gratiola hispidula)
- (الاسم العلمي:Gratiola hookeri)
- (الاسم العلمي:Gratiola hyssopifolia)
- (الاسم العلمي:Gratiola hyssopioides)
- (الاسم العلمي:Gratiola integrifolia)
- (الاسم العلمي:Gratiola inundata)
- (الاسم العلمي:Gratiola macrantha)
- (الاسم العلمي:Gratiola megalocarpa)
- (الاسم العلمي:Gratiola ocymifolia)
- (الاسم العلمي:Gratiola pusilla)
- (الاسم العلمي:Gratiola riparia)
- (الاسم العلمي:Gratiola ruelloides)
- (الاسم العلمي:Gratiola rugosa)
- (الاسم العلمي:Gratiola sessilis)
- (الاسم العلمي:Gratiola sexdentata)
- (الاسم العلمي:Gratiola tetragona)
- (الاسم العلمي:Gratiola trifida)